# Vikna

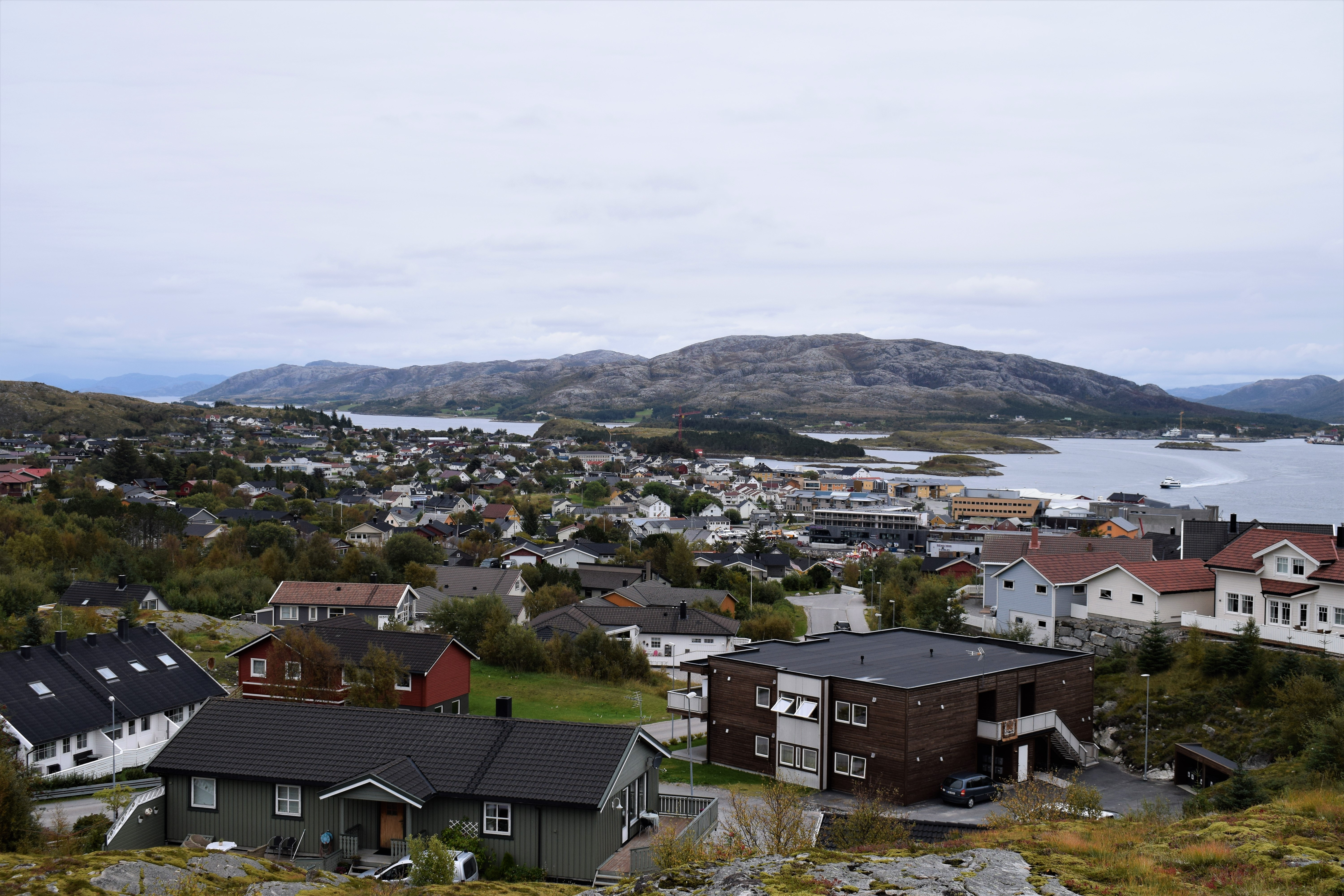
Rørvik

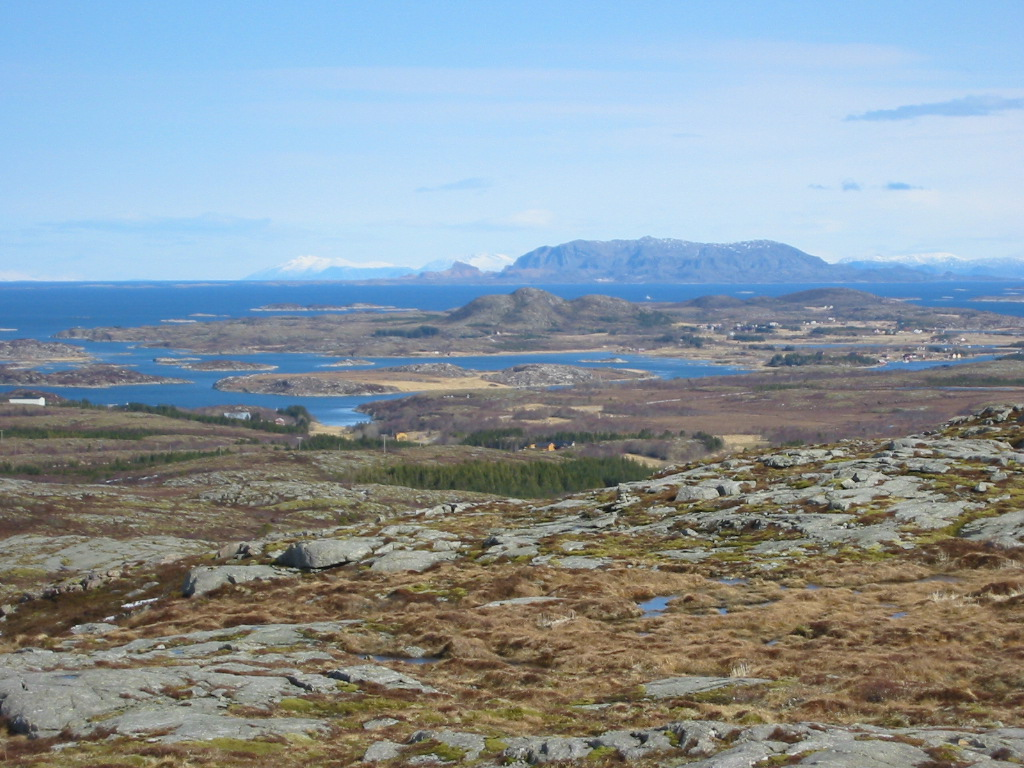
Blick von Indre Vikna Richtung Insel Leka

Vikna war eine Inselkommune an der Küste Namdalens im norwegischen Fylke Trøndelag, die aus fast 6000 Inseln, Holmen und Schären bestand. Das Verwaltungszentrum lag in dem Ort Rørvik. Im Zuge der Kommunalreform in Norwegen fusionierten Vikna und Nærøy zum 1. Januar 2020 zur neuen Kommune Nærøysund.
Auf einer Fläche von 317 km² lebten 4578 Einwohner (Stand: 1. Januar 2019). Die Gemeinde grenzte im Norden an Leka, im Süden an Flatanger und im Osten an Nærøy. Die Kommunennummer war 5050.
Die Kommune war in drei Inselbereiche aufgeteilt: Indre Vikna, Mellom Vikna und Ytre Vikna. Die meisten der Einwohner lebten auf den größten Inseln, die mit Ausnahme von Borgan alle mit einer Brücke verbunden sind. Rørvik liegt in Indre-Vikna. Die höchste Erhebung in der Gemeinde war mit 173 Metern der Vattafjellet, ebenfalls in Indre-Vikna. 85 % der Kommune lagen unter 60 Meter. Mit einer Länge von 2460 Kilometern hat Vikna die längste Küstenlinie Norwegens.

Wappen von Vikna

Das Gemeindewappen zeigt drei silberne Lachse auf blauem Grund.

## Geschichte
Schon seit den ersten Ansiedlungen galt die Fischerei als eine wichtige Voraussetzung, um zu überleben. Im 15. und 16. Jahrhundert bot die Hanse dann gute Absatzmöglichkeiten für Fische, was zu einer Zunahme der Bevölkerung führte. Auch später stieg die Bevölkerung in Vikna – allein in dem Zeitraum von 1876 bis 1891 um 41,4 %. Industrialisierung und Zentralisierungsbestrebungen im 20. Jahrhundert führten zu einer Entvölkerung der äußeren Gebiete. Bei gleichbleibender Einwohnerzahl in der Gemeinde stieg Rørvik hingegen als Zentrum der Gemeinde auf. Durch seine günstige geographische Lage stellte der Hauptort für 100 Jahre einen natürlichen Knotenpunkt für die Gemeinde dar.

## Wirtschaft und Verkehr
Fischerei war der wichtigste Wirtschaftszweig in der Kommune. Durch die Lage an der Nordsee entstand hier die größte Fischereikommune Nord-Trøndelags.
Mit dem Auto konnte die Gemeinde über die Reichsstraße 770 erreicht werden, die Vikna mit der touristisch vermarkteten Küstenstraße Fv17 verbindet. Eine Schnellfähre verband Vikna dreimal täglich mit Namsos, der nächstgrößeren Stadt auf dem Festland. Darüber hinaus wurde die Kommune jeden Abend von den Hurtigruten-Schiffen angelaufen. Außerhalb Rørviks befindet sich mit dem Flughafen Rørvik ein Regionalflughafen, der von Maschinen der Fluggesellschaft Widerøe angeflogen wird.

## Kultur
Im Sommer 2004 wurde das Küstenmuseum von König Harald V. und Königin Sonja von Norwegen eröffnet. Es liegt hundert Meter entfernt vom Hurtigrutenkai in Rørvik. Zum Museum gehört unter anderem auch ein alter Handelshof. Das Hauptgebäude wurde von dem isländischen Architekten Guðmundur Jónsson entworfen und 2005 für den Mies van der Rohe-Architekturpreis nominiert. In der Sommerzeit lohnt sich auch ein Ausflug zum Fischerdorf Sør-Gjæslingan, das mit einem Motorboot erreichbar ist und Übernachtungsmöglichkeiten bietet.

## Persönlichkeiten
- Asbjørn Sunde (1909–1985), Widerständler während des Zweiten Weltkriegs
- Harriet Andreassen (1925–1997), Politikerin der Arbeiderpartiet
- Lars Peder Brekk (* 1955), Politiker der Senterpartiet